# Bằng Giã
Bằng Giã là một xã thuộc huyện Hạ Hòa, tỉnh Phú Thọ, Việt Nam.
Xã Bằng Giã có diện tích 8,4 km², dân số năm 1999 là 3903 người, mật độ dân số đạt 465 người/km².